# Ioana Ducu
Ioana Ducu (* 16. April 1996 in Bukarest) ist eine ehemalige rumänische Tennisspielerin.

## Karriere
Ducu, die am liebsten auf Sandplätzen spielte, begann im Alter von neun Jahren mit dem Tennis.
2014 triumphierte sie im Finale des Juniorinnendoppels der French Open, gemeinsam mit Ioana Loredana Roșca. Sie gewannen das Endspiel gegen Catherine Bellis/Markéta Vondroušová mit 6:1, 5:7 und [11:9].
Sie gewann während ihrer Karriere einen Doppeltitel des ITF Women’s Circuits.
Bei den Olympischen Jugend-Sommerspielen 2014 in Nanjing nahm sie im Einzel, Doppel und auch im Mixed teil. Im Mixed erreichte sie den vierten Platz.
2017 wurde bekannt, dass sie ihre Tennislaufbahn beendet hat um Ärztin zu werden.

## Turniersiege

### Doppel
| Nr. | Datum              | Turnier             | Kategorie   | Belag     | Partnerin  | Finalgegnerinnen          | Ergebnis |
| --- | ------------------ | ------------------- | ----------- | --------- | ---------- | ------------------------- | -------- |
| 1.  | 27. September 2014 | Scharm asch-Schaich | ITF $10.000 | Hartplatz | Eden Silva | Yui Saikai Natsumi Yokota | 6:2, 6:4 |